# Miroslav Mentel
Miroslav Mentel (Šurany, 2 dicembre 1962) è un ex calciatore e allenatore di calcio slovacco, di ruolo portiere, preparatore dei portieri del Senica.

## Carriera
Ha allenato il club ceco SFC Opava.